# 1828.
◄ | 18. stoljeće | 19. stoljeće | 20. stoljeće | ►
◄ | 1790-ih | 1800-ih | 1810-ih | 1820-ih | 1830-ih | 1840-ih | 1850-ih | ►
◄◄ | ◄ | 1825. | 1826. | 1827. | 1828. | 1829. | 1830. | 1831. | ► | ►►
Arhitektura • Astronomija • Biologija • Glazba • Kazalište • Kemija • Kiparstvo • Knjige • Književnost • Kršćanstvo • Meteorologija • Medicina • Politika • Pravo • Promet • Slikarstvo • Šport • Znanost • Željeznički promet

## Događaji
- njemački kemičar Friedrich Wöhler sintetizirao je iz anorganskog spoja organski spoj mokraćevinu (urea)

## Rođenja
- 8. veljače – Jules Verne, francuski književnik († 1905.)
- 20. ožujka – Henrik Ibsen, norveški književnik († 1906.)
- 8. svibnja – Henri Dunant, švicarski filantrop († 1910.)
- 12. svibnja – Dante Gabriel Rossetti, engleski slikar i pjesnik († 1882.)
- 9. rujna – Lav Nikolajevič Tolstoj, ruski romanopisac, esejist, dramatičar i filozof († 1910.)
- 25. studenog – Franjo Rački, hrvatski povjesničar i političar († 1894.)

## Smrti
- 16. travnja – Francisco Goya, španjolski slikar (* 1746.)

## Vanjske poveznice
|  | Zajednički poslužitelj ima još gradiva o temi 1828. |